# Josep Maria Rusiñol
Josep Maria Rusiñol Ribes (Lérida, 18 de septiembre de 1955 – Lérida, 19 de agosto de 2019) fue un economista, docente y político español. Trabajó en la promoción económica de la provincia de Lérida, participó en instituciones como la Cámara de Comercio de Lérida y la Diputación Provincial, y fue profesor en la Universitat de Lleida.

## Trayectoria profesional
Rusiñol inició su vinculación con la Cámara de Comercio de Lérida en 1979 como técnico en el área de internacionalización, promoviendo misiones comerciales inversas en países como Cuba, Sudáfrica y Emiratos Árabes Unidos, especialmente en el sector agroalimentario. En 1998, se incorporó al Pleno y al Comité Ejecutivo de la Cámara, y desde 2010 hasta su fallecimiento en 2019, ocupó el cargo de vicepresidente. Durante su gestión, impulsó estudios económicos y territoriales, y promovió la adhesión de la Cámara al Tribunal Arbitral de Lérida, destacando por su defensa de la mediación como herramienta de resolución de conflictos.
A la vez, fue socio director del despacho Rusiñol & Asociados Consultores, especializado en asesoría fiscal, auditoría y procesos concursales, con oficinas en Lérida, Alcarràs y Barcelona. Desde 1991 hasta el curso 2018-2019, Rusiñol fue profesor asociado en la Facultad de Derecho, Economía y Turismo de la Universitat de Lleida, impartiendo la asignatura de Planificación Fiscal de la Empresa.

## Actividad política
Militante de Convergència Democràtica de Catalunya (CDC), Rusiñol fue diputado provincial en la Diputación de Lérida entre 1991 y 1995, ejerciendo como vicepresidente y responsable del área económica. En este cargo, lideró la creación del Organismo Autónomo de Gestión y Recaudación de Tributos Locales, contribuyendo a la modernización fiscal de la institución.

## Fallecimiento
Josep Maria Rusiñol falleció el 19 de agosto de 2019 a los 63 años, a causa de una leucemia.
En junio de 2022, la Cámara de Comercio de Lérida inauguró el "Espai Josep Maria Rusiñol" a modo de homenaje póstumo. La Universidad de Lérida le rindió un homenaje un año después de su fallecimiento, al que concurrieron sus allegados y las autoridades de la universidad.